# Klinická psychologie

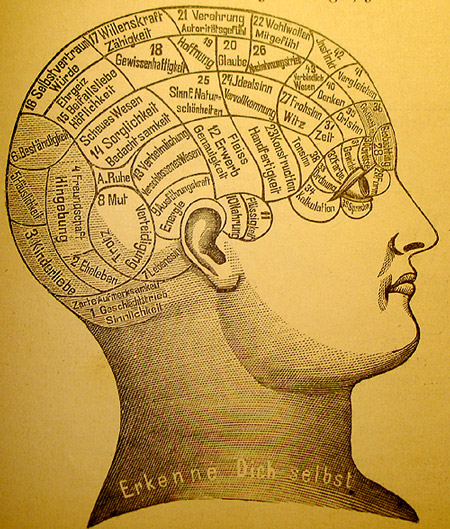
V 18. století byly mnohé léčby psychických poruch založeny na různých ideách, z nichž některé, jako např. frenologie, později někteří začali označovat za pseudovědecké

Klinická psychologie je jednou z aplikovaných disciplín psychologie. Aplikuje poznatky o normálním či patologickém fungování lidské psychiky, využívá psychodiagnostické postupy k určování typu a příčin poruchy, případně psychoterapeutické postupy ke zlepšení stavu pacienta nebo klienta. Za součást klinické psychologie jsou považovány i další obory, jako je zdravotnická psychologie (zabývá se psychickými kontexty procesu onemocnění a jeho léčby) a její podobory jako psychoonkologie (specializovaná na kontext onkologických onemocnění), částečně i neuropsychologie, psychosomatický přístup (nachází vazby mezi fungováním psychiky a somatickým, tělesným onemocněním) apod.